# 龔宣
龔宣，江蘇省通州（今江蘇省南通市）人，中國清朝武官官員、武進士出身。
乾隆七年，登壬戌科武進士。授松江城守營守備。乾隆十六年，任劉河營守備。后升任京口水師營都司，乾隆十九年，任江南廟灣營水師遊擊。乾隆二十五年，任浙江乍浦營參將。后擔任澎湖水師副將、護理福建臺灣總兵。乾隆三十五年，任福建金門總兵官。